# Gmina Lesznowola
Die Gmina Lesznowola ist eine Landgemeinde im Powiat Piaseczyński der Woiwodschaft Masowien in Polen. Ihr Sitz ist das gleichnamige Dorf mit mehr als 1100 Einwohnern.

## Geographie

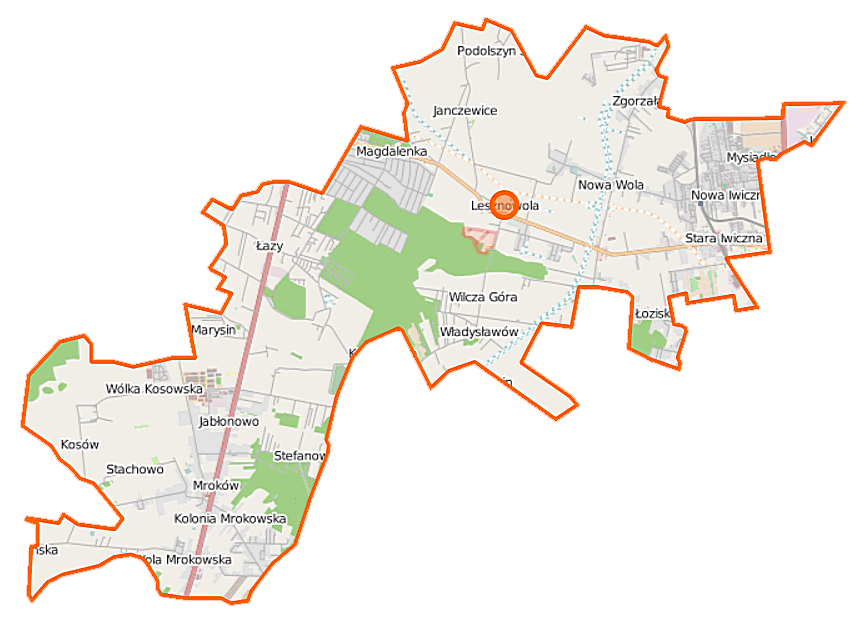
Karte der Landgemeinde

Nachbargemeinden sind Raszyn im Nordwesten, Warschau im Nordosten, Piaseczno im Osten und Südosten, Tarczyn im Süden und Nadarzyn im Westen. Die Kreisstadt Piaseczno liegt einen Kilometer östlich.
Die Landgemeinde hat eine Fläche von 69,0 km², die zu 74 Prozent land- und zu 13 Prozent forstwirtschaftlich genutzt wird. Der Hauptort liegt an der 66 Kilometer langen Jeziorka.

## Geschichte

### Verwaltungsgeschichte

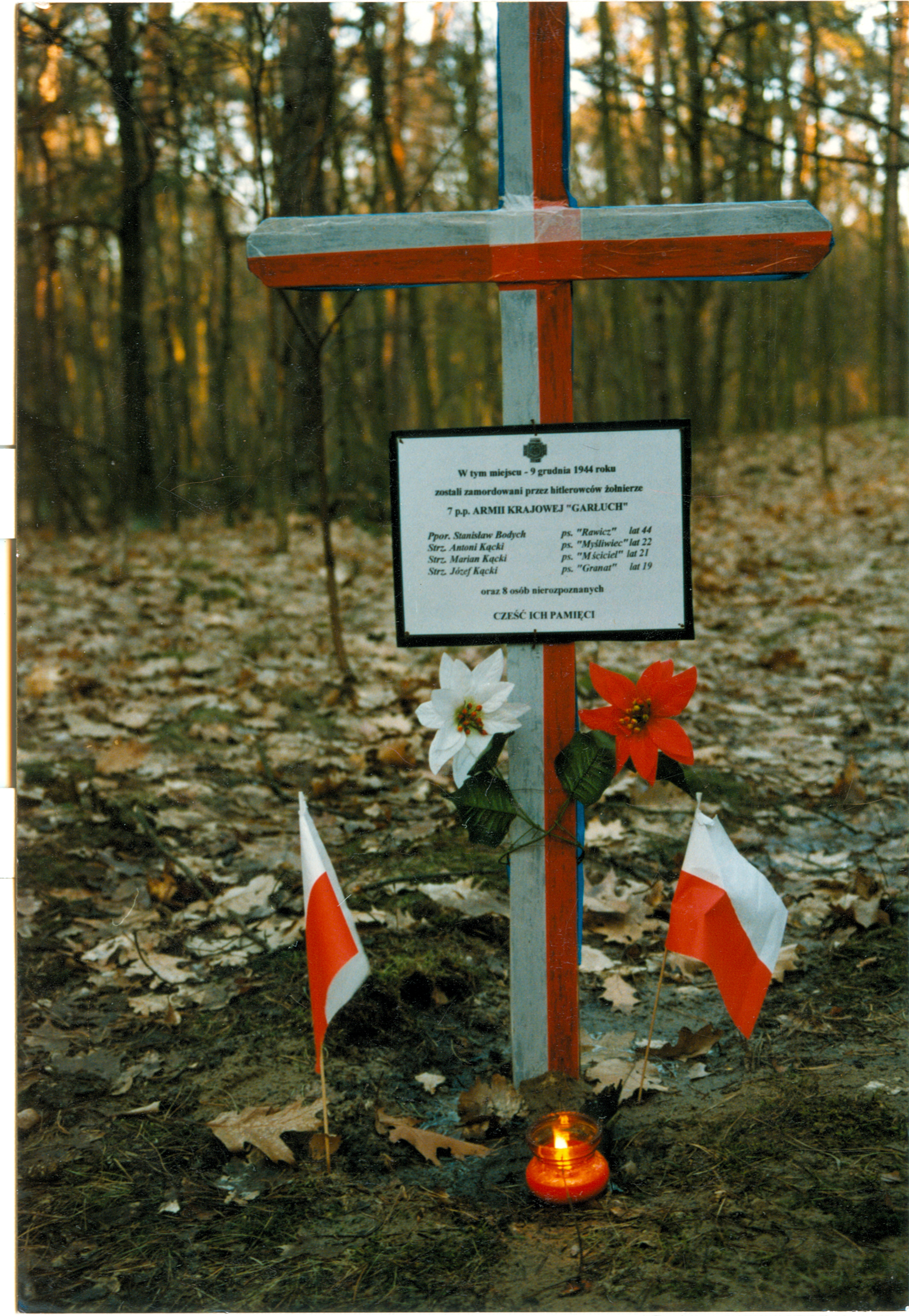
Gedenkkreuz im Wald bei Magdalenka

Die Landgemeinde wurde nach der Auflösung 1954 im Jahr 1973 aus verschiedenen Gromadas wieder gebildet. Ihr Gebiet gehörte von 1945 bis 1975 zur Woiwodschaft Warschau und kam dann zur verkleinerten Woiwodschaft gleichen Namens. Der Powiat wurde von 1975 aufgelöst. Zum 1. Januar 1999 kam die Gemeinde zur Woiwodschaft Masowien und wieder zum Powiat Piaseczyński.

### Regionalgeschichte
Der Sender Raszyn bei Łazy war 1931 der stärkste Sender und 1949 mit 335 Metern das höchste Bauwerk Europas.
Am 28. Mai 1942 wurden im Wald bei Magdalenka 223 Häftlinge des Gefängnisses Pawiak in Warschau erschossen. Verschiedene Gedenkorte und Grabstätten erinnern an die Opfer der deutschen Besatzungszeit.
Vor der offiziellen Zulassung der Gewerkschaft Solidarność fanden 1988 und 1989 in Magdalenka Gespräche zwischen Innenminister Kiszczak und Lech Wałęsa. Sie führten im Anfang Februar 1989 zu den Verhandlungen am Runden Tisch.

## Wappen
Das zweigeteilte Wappen der Gemeinde zeigt auf goldenem Grund heraldisch links einen aufgerichteten, grünen Drachen und rechts eine rotgekleidete Frau, in der rechten Hand hält sie drei silberne Ähren und in der Linken einen Hermesstab als Symbole für Landwirtschaft, Handel und Frieden. Der Drachen war neben dem Adler Masowiens das Wappentier des ehemaligen Herzogtums Czersk.

## Gliederung
Die Landgemeinde (gmina wiejska) Lesznowola besteht aus 20 Dörfern mit 21 Schulzenämtern (sołectwa; deutsche Namen), denen weitere Orte zugeordnet sind:
- Garbatka
- Jabłonowo mit Kolonia Warszawska
- Janczewice
- Jazgarzewszczyzna mit Łoziska
- Lesznowola mit Kolonia Lesznowola und Lesznowola PGR
- Łazy
- Łazy II
- Magdalenka
- Marysin
- Mroków mit Stachowo und Kolonia Mrokowska
- Nowa Wola
- Nowa Iwiczna (Neu Ilvesheim)
- Podolszyn
- Stara Iwiczna (Alt Ilvesheim)
- Stefanowo mit Leszczynka
- Wilcza Góra
- Władysławów
- Wola Mrokowska mit Warszawianka
- Wólka Kosowska mit Kosów PAN und Kosów wieś
- Zgorzała
- Zamienie

## Wirtschaft
Stefanowo ist der Sitz des Lebensmittelherstellers Kamis.

## Verkehr
Die Landesstraße DK7 (Warschau–Radom) führt durch den Westen der Gemeinde, die Woiwodschaftsstraße DW721 durch den Norden und ihren Hauptort.
An der Bahnstrecke Warschau–Radom liegt der Haltepunkt Nowa Iwiczna.
Nächster internationaler Flughafen ist Warschau (WAW) in 15 Kilometer Entfernung.